# Brabham BT46
O  BT46  é o modelo da Brabham das temporadas de 1978 e 1979 da Fórmula 1. Condutores: Niki Lauda, John Watson e Nelson Piquet.

## História
No início de 1975, Bernie Ecclestone havia chegado a um acordo com a Alfa Romeo para o fornecimento de motores. Apesar de grandes, pesados e com alto consumo, eram também de elevada potência. Após 3 anos sem vitórias e de abandonos por falta de combustível, em 1978, Gordon Murray reformulou o BT46 com um projeto inovador. Ele reformulou o carro provendo-o de um sistema de refrigeração controvertido, utilizando um enorme ventilador na parte traseira do carro, acionado por uma caixa de engrenagens, para ar através de um radiador montado horizontalmente acima do motor. Sob a parte traseira do carro havia um conjunto de saias: quando o motor tinha seu giro aumentado, o efeito do ventilador era o de visivelmente sugar o carro para próximo do solo.
Uma ofensiva de protestos foi apresentada contra o carro em sua primeira corrida. Todos foram rejeitados, e Niki Lauda venceu tranquilamente o GP da Suécia. Entretanto, como resultado de 'discussões', a 'Brabham com ventilador' BT46 jamais competiu novamente.

## Resultados[1][2]
(legenda) (em negrito indica pole position e itálico volta mais rápida)
| Ano  | Chassi | Motor                 | N° | Pilotos       | 1   | 2   | 3     | 4     | 5   | 6     | 7     | 8     | 9     | 10  | 11    | 12    | 13  | 14  | 15    | 16    | Pontos    | Posição |  |
| ---- | ------ | --------------------- | -- | ------------- | --- | --- | ----- | ----- | --- | ----- | ----- | ----- | ----- | --- | ----- | ----- | --- | --- | ----- | ----- | --------- | ------- |  |
|      |        |                       |    |               |     |     |       |       |     |       |       |       |       |     |       |       |     |     |       |       |           |         |  |
|      |        |                       |    |               | ARG | BRA | RSA   | USW   | MON | BEL   | ESP   | SWE   | FRA   | GBR | GER   | AUT   | NED | ITA | USA   | CAN   |           |         |  |
| 1978 | BT46   | Alfa Romeo 115-12 F12 | 1  | Niki Lauda    |     |     | Ret G | Ret G | 2 G | Ret G | Ret G |       | Ret G | 2 G | Ret G | Ret G | 3 G | 1 G | Ret G | Ret G | 431 (53)* | 3°      |  |
| 1978 | BT46   | Alfa Romeo 115-12 F12 | 2  | John Watson   |     |     | 3 G   | Ret G | 4 G | Ret G | 5 G   |       | 4 G   | 3 G | 7 G   | 7 G   | 4 G | 2 G | Ret G | Ret G | 431 (53)* | 3°      |  |
| 1978 | BT46   | Alfa Romeo 115-12 F12 | 66 | Nelson Piquet |     |     |       |       |     |       |       |       |       |     |       |       |     |     | 11 G  |       | 431 (53)* | 3°      |  |
| 1978 | BT46B  | Alfa Romeo 115-12 F12 | 1  | Niki Lauda    |     |     |       |       |     |       |       | 1 G   |       |     |       |       |     |     |       |       | 431 (53)* | 3°      |  |
| 1978 | BT46B  | Alfa Romeo 115-12 F12 | 2  | John Watson   |     |     |       |       |     |       |       | Ret G |       |     |       |       |     |     |       |       | 431 (53)* | 3°      |  |
|      |        |                       |    |               |     |     |       |       |     |       |       |       |       |     |       |       |     |     |       |       |           |         |  |
|      |        |                       |    |               | ARG | BRA | RSA   | USW   | ESP | BEL   | MON   | FRA   | GBR   | GER | AUT   | NED   | ITA | CAN | USA   |       |           |         |  |
| 1979 | BT46   | Alfa Romeo 115-12 F12 | 66 | Nelson Piquet | Ret |     |       |       |     |       |       |       |       |     |       |       |     |     |       |       | (0)2 7    | 8º      |  |

↑1  Lauda marcou 10 pontos no Brabham BT45C.
↑2  Lauda marcou 4 pontos e Piquet 3 num total de 7 pontos totais no Brabham BT48.